# Pinnixa eburna
Pinnixa eburna is een krabbensoort uit de familie van de Pinnotheridae. De wetenschappelijke naam van de soort is voor het eerst geldig gepubliceerd in 1928 door Wells.